# Algajola
Algajola (nome originario in italiano Algaiola, in corso Algaghjola) è un comune francese di 306 abitanti situato nel dipartimento dell'Alta Corsica nella regione della Corsica.

## Società

### Evoluzione demografica
Abitanti censiti